# Spoed (seizoen 1)
Reeks 1 van Spoed werd voor de eerste keer uitgezonden tussen 24 januari 2000 en 22 mei 2000. De reeks telt 18 afleveringen. Dit seizoen is ook op Dvd verschenen.

## Hoofdcast
- Leo Madder (Luc Gijsbrecht)
- Anne Somers (Anouk Van Diest)
- Arlette Sterckx (Lies Weemaes)
- Wim Van de Velde (Jos Blijlevens)
- Truus Druyts (Barbara Dufour)
- Rudy Morren (Cisse De Groot)
- Robert de la Haye (Dirk Velghe)
- Wim Stevens (Kristof Welvis)

## Vaste gastacteurs
(Personages die door de reeksen heen meerdere keren opduiken)
- Jos Dom (André Maenhout)
- Monika Dumon (Jeannine Somers)
- Vicky Florus (Marie Van der Aa)
- Anke Helsen (Vanessa Meurant)
- Gert Lahousse (Bob Verly)
- Mireille Leveque (Anneke Wiels)
- Caroline Maes (Iris Van Hamme)
- Marilou Mermans (Christiane Van Breda)
- Bart Van Avermaet (Stefaan)
- Thomas Vanderveken (Tom Gijsbrecht)
- Christel Vermeer (Hilde Somers)
- John Willaert (Karel Mijs)

## Verhaallijnen
Luc Gijsbrecht is getrouwd met Christiane Van Breda, maar het gaat niet echt goed meer tussen hen. Hij heeft al jaren een geheime relatie met Jeannine Somers. Ze hebben zelfs een dochter, Hilde, maar zij weet niet dat Luc haar vader is. Met Lucs zoon met Christiane gaat het niet goed. Tom is schuldig aan een inbraak in een supermarkt, maar ondanks alles verdedigt Luc hem. Later gaan Luc en Christiane uit elkaar en gaat Luc bij Jeannine wonen. Hij wil met haar trouwen, en dus vindt Jeannine dat ze aan Hilde moeten vertellen dat hij haar vader is. Luc wil hiermee wachten tot de echtscheiding rond is. Ondertussen gaat het niet goed met Hilde: ze haalt lage cijfers en zit duidelijk niet lekker in haar vel. Luc en Jeannine komen erachter dat Hilde zwanger is van zijn zoon Tom. Hun wereld stort in als ze te weten komen dat ze allebei dezelfde vader hebben en dus halfbroer en –zus zijn. Luc dringt aan op een vruchtwaterpunctie. Het kindje blijkt een zware handicap te hebben en er wordt beslist om abortus te laten plegen. Tom en Hilde gaan door een hel. Hilde ziet het niet meer zitten en pleegt zelfmoord door uit een raam te springen. Haar wanhoopsdaad is voor iedereen moeilijk te verwerken. Luc krijgt het nog moeilijker als Christiane, nog voor de echtscheiding gedaan is, achter zijn geheime relatie met Jeannine komt. Ze is vastbesloten hem te laten bloeden en hem kaal te plukken. Aan het einde van het seizoen vertrekt Tom naar Engeland omdat hij het geruzie tussen zijn ouders beu is. Dokter Dirk Velghe en Anneke Wiels zijn verliefd op elkaar, maar ook dokter Barbara Dufour heeft een oogje op hem. Dirk staat dus in dubio. Op de koop toe zijn Anneke en Babs vriendinnen, maar hun vriendschap loopt stuk door hun liefde voor Dirk. Voor Dirk komen al deze omstandigheden op een ongelegen moment. Hij voelt zich al een tijdje niet goed en heeft hoofdpijn. Na een ongelukkige val op zijn hoofd waardoor hij in coma belandt, ontdekken ze een hersentumor. Herstel is niet meer mogelijk. Anneke smeekt Babs om te stoppen met Dirks behandeling. Ze wil niet dat hij voor de rest van zijn leven als een plant moet leven. Babs respecteert Annekes wil, mede omdat ook zij Dirk graag ziet. Na Dirks dood gaan Anneke en Babs samenwonen om samen hun verdriet te verwerken. Dokter Kristof Welvis komt Dirk vervangen op de spoedafdeling. Dokter Jos Blijlevens en verpleegster Anouk Van Diest beleven ook wilde avonturen. Hier komt een eind aan als Luc hen betrapt tijdens een vrijpartij. Anouk wordt overgeplaatst naar het St.-Elisabeth ziekenhuis en wordt vervangen door Bob Verly. Jos is daar echter niet zo rouwig om, hij ziet verpleegster Maria Van der Aa ook wel zitten. Verpleegster Lies Weemaes is zwanger, maar haar vriend Marc is daar niet zo blij mee als zij en hij laat haar zitten.

### Seizoensfinale
De Kosombaanse president is op bezoek in Antwerpen, maar zijn bezoek draait uit op een bloedbad. Luc en Cisse snellen het getroffen staatshoofd te hulp. In een mum van tijd staat niet alleen de spoedafdeling, maar het hele ziekenhuis in rep en roer.